# 北條光時
北條光時（？—？），也稱名越光時，鎌倉時代前期武將，北條氏名越流之祖北条朝時長子。
在第四代執權北條經時當政早期，光時與前將軍藤原賴經欲謀反打倒得宗家（宮騒動）。後由北條時賴出任執權平定騷動，結局賴經派敗北，賴經送還京都，光時向時賴投降，被罰出家没收領地流配伊豆国江間郷，之後两家對立直到二月騷動被時宗平定。